# Gmina związkowa Neuerburg
Gmina związkowa Neuerburg (niem. Verbandsgemeinde Neuerburg) – dawna gmina związkowa w Niemczech, w kraju związkowym Nadrenia-Palatynat, w powiecie Eifel Bitburg-Prüm. Siedziba gminy związkowej znajdowała się w mieście Neuerburg. 1 lipca 2014 gmina związkowa została połączona z gminą związkową Irrel tworząc nową gminę związkową Südeifel.

## Podział administracyjny
Gmina związkowa zrzeszała 49 gmin, w tym jedną gminę miejską (Stadt) oraz 48 gmin wiejskich:
| * Affler                    | * Lahr                  |
| * Altscheid                 | * Leimbach              |
| * Ammeldingen an der Our    | * Mettendorf            |
| * Ammeldingen bei Neuerburg | * Muxerath              |
| * Bauler                    | * Nasingen              |
| * Berkoth                   | * Neuerburg             |
| * Berscheid                 | * Niedergeckler         |
| * Biesdorf                  | * Niederraden           |
| * Burg                      | * Niehl                 |
| * Dauwelshausen             | * Nusbaum               |
| * Emmelbaum                 | * Obergeckler           |
| * Fischbach-Oberraden       | * Plascheid             |
| * Geichlingen               | * Rodershausen          |
| * Gemünd                    | * Roth an der Our       |
| * Gentingen                 | * Scheitenkorb          |
| * Heilbach                  | * Scheuern              |
| * Herbstmühle               | * Sevenig bei Neuerburg |
| * Hommerdingen              | * Sinspelt              |
| * Hütten                    | * Übereisenbach         |
| * Hüttingen bei Lahr        | * Uppershausen          |
| * Karlshausen               | * Utscheid              |
| * Keppeshausen              | * Waldhof-Falkenstein   |
| * Körperich                 | * Weidingen             |
| * Koxhausen                 | * Zweifelscheid         |
| * Kruchten                  |                         |